# Mike Peden
Michael („Mike“) Neil Peden (* 1960 in Edinburgh, Vereinigtes Königreich) ist ein britischer Musikproduzent und am besten für seine Arbeit mit dem britischen Musik-Duo Lighthouse Family bekannt.  Mit seiner ehemaligen Band The Chimes hatte er einen Charterfolg.

## Biografie
Peden wurde im schottischen Edinburgh geboren und besuchte dort die Schule. Er spielte in verschiedenen Bands, bevor er 1988 Mitglied der Dance-Gruppe The Chimes wurde. Hierzu tat er sich als Bassist mit Schlagzeuger/Keyboardspieler James Locke zusammen, der ebenfalls aus Edinburgh stammte und mit dem er bereits vorher für Bernie Worrell gearbeitet hatte. Nachdem sie längere Zeit nach einer Frontsängerin gesucht hatten, entschieden sie sich für Pauline Henry, eine in Jamaika geborene Londonerin. The Chimes konnten einen Plattenvertrag mit CBS unterschreiben und veröffentlichten 1990 ein selbstbetiteltes Album, das unter anderem auf Platz 17 der UK-Album-Charts und Platz 30 der Deutschen Charts gelangte. Die Singles Heaven und I Still Haven’t Found What I’m Looking For (eine Coverversion des gleichnamigen U2-Songs) kamen ebenfalls in die Charts.
Nach rund zehn Jahren als Musiker begann Peden 1990 eine Karriere als Musikproduzent. Zu seinen bedeutendsten Produktionen gehörten die ersten zwei Alben des Musikduos Lighthouse Family, Ocean Drive (1995) und Postcards From Heaven (1997). Zudem produzierte er Ex-Spice Girl Emma Buntons zweites Album Free Me (2004). Das Lied You and I von Will Young wurde von ihm koproduziert. Er war unter anderem auch als Produzent für folgende Musiker tätig:
- Daryl Hall
- Mica Paris
- David Bowie
- Smoke City
- Des’ree
- Estelle
- Gareth Gates
- Kelly Clarkson
- YoYo-Honig
- Alison Williams
- Paul Haig
- B-Movie
- Tina Turner
- Rachel Stevens
- Will Young
- Crustation
- Billy Ocean
- Lena Fiagbe
- Terri Walker
- Amy Studt
- Siobhan Dillon
- LibertyX
- Angel Lee
- Delta Goodrem
- The Smashing Pumpkins
- Protocol
- Lucie Silvas[6]
- Shakira

Mike Peden, der 1992 von Edinburgh nach London gezogen war, ließ sich später mit seiner Ehefrau in Winchester nieder. Er ist Vater von zwei Söhnen.